# Markstrat
Markstrat je e-learningový software pro výuku strategického marketingu. Tento program byl vyvinut Hubertem Gatignonem a Jean-Claude Larréchém z institutu INSEAD. Distribuci tohoto softwaru zajišťuje společnost StratX. Tento program se zabývá výukou strategických marketingových koncepcí v simulovaném online světě, který je nazýván Markstrat World. Díky softwaru Markstrat mohou studenti vyzkoušet své teoretické znalosti dříve, než je budou aplikovat v reálném světě.

## Markstrat World
Markstrat world je simulovaným světem s 250 miliony obyvatel, jejichž domácí měnou je Markstrat dollar. V tomto světě působí zpravidla 5 vzájemně si konkurujících společností, přičemž každá z nich vlastní své výrobkové portfolio. Nabízené produkty lze rozdělit do dvou odlišných skupin: Sonites a Vodites.
Studenti pracují ve skupinách od 3 do 6 studentů. Každá skupina vlastní jednu společnost působící v Markstrat World. Úkolem hry je vést společnost po dobu 6 až 12 let, což přispívá k plánování strategických koncepcí zaměřených na dlouhodobé zvyšování hodnoty podniku.
Každá skupina má na začátku hry již zavedené 2 výrobky ze skupiny Sonite. Trh Sonite produktů je již relativně vyvinutý a každý Sonite produkt má 6 základních parametrů (Weight, Design, Volume, Maximum frequency, Power, Base cost). Vedle trhu produktů Sonite však během hry vzniká nový trh Vodite produktů. Vodite produkty mají také 6 základních parametrů (Autonomy, Maximum frequency, Diameter, Design, Weight, Base cost).
Tento software je například využíván k výuce v navazujícím magisterském studijním programu na Škoda Auto Vysoká škola.